# Campeonato Africano de Atletismo de 2022 - Decatlo masculino
A prova do decatlo masculino do Campeonato Africano de Atletismo de 2022 foi disputada nos dias 10 e 11 de junho, no Complexo Esportivo Nacional Cote d'Or, em Saint Pierre, na Maurícia.

## Recordes
Antes desta competição, os recordes mundiais e do campeonato nesta prova eram os seguintes:
|                       | Nome           | Nacionalidade  | Pontos   | Local          | Data                 |
| --------------------- | -------------- | -------------- | -------- | -------------- | -------------------- |
| Recorde mundial       | Ashton Eaton   | Estados Unidos | 9045 pts | Pequim         | 29 de agosto de 2015 |
| Recorde do campeonato | Larbi Bouraada | Argélia        | 8311 pts | Marraquexe     | 11 de agosto de 2014 |
| Recorde africano      | Larbi Bouraada | Argélia        | 8521 pts | Rio de Janeiro | 18 de agosto de 2016 |

## Medalhistas
| Ouro                 | Prata                     | Bronze            |
| Larbi Bourrada (ALG) | Friedrich Pretorius (RSA) | Jesse Perez (RSA) |

## Cronograma
Todos os horários são locais (UTC+4).
| Data        | Hora  | Evento                   |
| ----------- | ----- | ------------------------ |
| 10 de junho | 09:00 | 100 metros               |
| 10 de junho | 09:40 | Salto em distância       |
| 10 de junho | 11:00 | Arremesso de peso        |
| 10 de junho | 15:00 | Salto em altura          |
| 10 de junho | 17:35 | 400 metros               |
| 11 de junho | 09:00 | 110 metros com barreiras |
| 11 de junho | 09:40 | Lançamento de disco      |
| 11 de junho | 11:15 | Salto com vara           |
| 11 de junho | 15:00 | Lançamento de dardo      |
| 11 de junho | 16:45 | 1500 metros              |

## Resultados

### 100 metros
A prova teve início dia 10 de junho às 09:00.
Vento: +3.7 m/s
| Posição | Raia | Atleta              | Nacionalidade | Tempo | Pontos | Notas |
| ------- | ---- | ------------------- | ------------- | ----- | ------ | ----- |
| 1       | 5    | Samuel Osadolor     | Nigéria       | 10.57 | 959    |       |
| 2       | 7    | Jesse Perez         | África do Sul | 10.77 | 912    |       |
| 3       | 4    | Edwin Too           | Quênia        | 10.88 | 888    |       |
| 4       | 6    | Larbi Bourrada      | Argélia       | 10.98 | 865    |       |
| 5       | 8    | Friedrich Pretorius | África do Sul | 11.08 | 843    |       |
| 6       | 3    | Marcell de Jager    | África do Sul | 11.15 | 827    |       |
| 7       | 2    | Gilbert Koech       | Quênia        | 11.38 | 778    |       |

### Salto em distância
A prova teve início dia 10 de junho às 09:40.
| Posição | Atleta              | Nacionalidade | #1    | #2    | #3    | Resultado | Pontos | Notas | Total |
| ------- | ------------------- | ------------- | ----- | ----- | ----- | --------- | ------ | ----- | ----- |
| 1       | Edwin Too           | Quênia        | 7.14  | 7.44v | 7.17  | 7.44v     | 920    |       | 1808  |
| 2       | Larbi Bourrada      | Argélia       | 4.32  | 7.03  | 7.38v | 7.38v     | 905    |       | 1770  |
| 3       | Jesse Perez         | África do Sul | x     | 7.36v | 7.21  | 7.36v     | 900    |       | 1812  |
| 4       | Friedrich Pretorius | África do Sul | 7.15v | 7.30v | 7.21  | 7.30v     | 886    |       | 1729  |
| 5       | Marcell de Jager    | África do Sul | x     | 6.90  | 7.13  | 7.13      | 845    |       | 1672  |
| 6       | Samuel Osadolor     | Nigéria       | 6.62  | x     | x     | 6.62      | 725    |       | 1684  |
| 7       | Gilbert Koech       | Quênia        | 6.47v | 6.49v | x     | 6.49v     | 695    |       | 1473  |

### Arremesso de peso
A prova teve início dia 10 de junho às 11:00.
| Posição | Atleta              | Nacionalidade | #1    | #2    | #3    | Resultado | Pontos | Notas | Total |
| ------- | ------------------- | ------------- | ----- | ----- | ----- | --------- | ------ | ----- | ----- |
| 1       | Marcell de Jager    | África do Sul | 13.96 | 14.21 | 14.62 | 14.62     | 766    |       | 2438  |
| 2       | Friedrich Pretorius | África do Sul | 13.72 | x     | x     | 13.72     | 711    |       | 2440  |
| 3       | Gilbert Koech       | Quênia        | 12.50 | 12.60 | 13.31 | 13.31     | 686    |       | 2159  |
| 4       | Larbi Bourrada      | Argélia       | 12.33 | 13.14 | 12.81 | 13.14     | 676    |       | 2446  |
| 5       | Jesse Perez         | África do Sul | 12.54 | 12.39 | 12.65 | 12.65     | 646    |       | 2458  |
| 6       | Samuel Osadolor     | Nigéria       | 8.73  | 8.81  | 10.34 | 10.34     | 506    |       | 2190  |
| 7       | Edwin Too           | Quênia        | 8.50  | 8.45  | 8.62  | 8.62      | 403    |       | 2211  |

### Salto em altura
A prova teve início dia 10 de junho às 15:00.
| Posição | Atleta              | Nacionalidade | 1.66 | 1.69 | 1.72 | 1.75 | 1.78 | 1.81 | 1.84 | 1.87 | 1.90 | 1.93 | 1.96 | Resultado | Pontos | Notas | Total |
| ------- | ------------------- | ------------- | ---- | ---- | ---- | ---- | ---- | ---- | ---- | ---- | ---- | ---- | ---- | --------- | ------ | ----- | ----- |
| 1       | Edwin Too           | Quênia        | –    | –    | –    | –    | –    | o    | o    | o    | o    | o    | xxx  | 1.93      | 740    |       | 2951  |
| 1       | Larbi Bourrada      | Argélia       | –    | –    | –    | –    | –    | o    | o    | –    | o    | o    | xxx  | 1.93      | 740    |       | 3186  |
| 3       | Friedrich Pretorius | África do Sul | –    | –    | –    | –    | –    | xo   | –    | o    | xo   | o    | xxx  | 1.93      | 740    |       | 3180  |
| 4       | Jesse Perez         | África do Sul | –    | –    | –    | –    | –    | xo   | xxo  | o    | xxx  |      |      | 1.87      | 687    |       | 3145  |
| 5       | Marcell de Jager    | África do Sul | –    | –    | –    | –    | xo   | xo   | xo   | xxx  |      |      |      | 1.84      | 661    |       | 3099  |
| 6       | Samuel Osadolor     | Nigéria       | –    | o    | o    | o    | o    | xxx  |      |      |      |      |      | 1.78      | 610    |       | 2800  |
| 7       | Gilbert Koech       | Quênia        | o    | o    | o    | o    | xo   | xxx  |      |      |      |      |      | 1.78      | 610    |       | 2769  |

### 400 metros
A prova teve início dia 10 de junho às 17:35.
| Posição | Raia | Atleta              | Nacionalidade | Tempo | Pontos | Notas | Total |
| ------- | ---- | ------------------- | ------------- | ----- | ------ | ----- | ----- |
| 1       | 3    | Larbi Bouraada      | Argélia       | 49.61 | 833    |       | 4019  |
| 2       | 7    | Jesse Perez         | África do Sul | 50.00 | 815    |       | 3960  |
| 3       | 6    | Edwin Too           | Quênia        | 50.58 | 788    |       | 3739  |
| 4       | 4    | Gilbert Koech       | Quênia        | 51.05 | 767    |       | 3536  |
| 5       | 8    | Friedrich Pretorius | África do Sul | 52.50 | 703    |       | 3883  |
| 6       | 5    | Marcell de Jager    | África do Sul | 54.30 | 627    |       | 3726  |
| 7       | 4    | Samuel Osadolor     | Nigéria       | DNS   | 0      |       | DNF   |

### 110 metros com barreiras
A prova teve início dia 11 de junho às 09:00.
Vento: +2.9 m/s
| Posição | Raia | Atleta              | Nacionalidade | Tempo | Pontos | Notas | Total |
| ------- | ---- | ------------------- | ------------- | ----- | ------ | ----- | ----- |
| 1       | 3    | Larbi Bouraada      | Argélia       | 14.43 | 920    |       | 4939  |
| 2       | 2    | Friedrich Pretorius | África do Sul | 14.71 | 885    |       | 4768  |
| 3       | 5    | Edwin Too           | Quênia        | 15.44 | 797    |       | 4536  |
| 4       | 6    | Jesse Perez         | África do Sul | 15.70 | 767    |       | 4727  |
| 5       | 1    | Gilbert Koech       | Quênia        | 15.79 | 757    |       | 4293  |
| 7       | 4    | Marcell de Jager    | África do Sul | DNS   | 0      |       | DNF   |

### Lançamento de disco
A prova teve início dia 11 de junho às 09:40.
| Posição | Atleta              | Nacionalidade | #1    | #2    | #3    | Resultado | Pontos | Notas | Total |
| ------- | ------------------- | ------------- | ----- | ----- | ----- | --------- | ------ | ----- | ----- |
| 1       | Friedrich Pretorius | África do Sul | x     | 40.93 | x     | 40.93     | 683    |       | 5451  |
| 2       | Larbi Bouraada      | Argélia       | 36.51 | 40.22 | 39.31 | 40.22     | 669    |       | 5608  |
| 3       | Gilbert Koech       | Quênia        | 34.75 | 33.61 | 37.27 | 37.27     | 609    |       | 4902  |
| 4       | Jesse Perez         | África do Sul | 31.97 | x     | 37.11 | 37.11     | 606    |       | 5333  |
| 5       | Edwin Too           | Quênia        | 34.72 | x     | x     | 34.72     | 558    |       | 5094  |

### Salto com vara
A prova teve início dia 11 de junho às 11:15.
| Posição | Atleta              | Nacionalidade | 3.20 | 3.40 | 3.50 | 3.70 | 3.80 | 3.90 | 4.00 | 4.10 | 4.20 | 4.30 | 4.40 | 4.50 | 4.60 | 4.70 | 4.80 | 4.90 | Resultado | Pontos | Notas | Total |
| ------- | ------------------- | ------------- | ---- | ---- | ---- | ---- | ---- | ---- | ---- | ---- | ---- | ---- | ---- | ---- | ---- | ---- | ---- | ---- | --------- | ------ | ----- | ----- |
| 1       | Larbi Bouraada      | Argélia       | –    | –    | –    | –    | –    | –    | –    | –    | –    | –    | o    | –    | xo   | xo   | xo   | xxx  | 4.80      | 849    |       | 6457  |
| 2       | Friedrich Pretorius | África do Sul | –    | –    | –    | –    | –    | –    | –    | –    | o    | –    | o    | o    | o    | xxx  |      |      | 4.60      | 790    |       | 6241  |
| 3       | Jesse Perez         | África do Sul | –    | –    | –    | –    | –    | –    | –    | –    | o    | o    | o    | xxo  | xxo  | xxx  |      |      | 4.60      | 790    |       | 6123  |
| 4       | Edwin Too           | Quênia        | –    | –    | o    | o    | o    | o    | xo   | xxx  |      |      |      |      |      |      |      |      | 4.00      | 617    |       | 5711  |
| 5       | Gilbert Koech       | Quênia        | o    | o    | xxx  |      |      |      |      |      |      |      |      |      |      |      |      |      | 3.40      | 457    |       | 5359  |

### Lançamento de dardo
A prova teve início dia 11 de junho às 15:00.
| Posição | Atleta              | Nacionalidade | #1    | #2    | #3    | Resultado | Pontos | Notas | Total |
| ------- | ------------------- | ------------- | ----- | ----- | ----- | --------- | ------ | ----- | ----- |
| 1       | Gilbert Koech       | Quênia        | 53.69 | 52.79 | 59.24 | 59.24     | 726    |       | 6085  |
| 2       | Friedrich Pretorius | África do Sul | 57.26 | 53.96 | 54.00 | 57.26     | 697    |       | 6938  |
| 3       | Larbi Bouraada      | Argélia       | 56.48 | 56.02 | 53.28 | 56.48     | 685    |       | 7142  |
| 4       | Jesse Perez         | África do Sul | 54.08 | –     | –     | 54.08     | 649    |       | 6772  |
| 5       | Edwin Too           | Quênia        | 49.69 | 50.71 | 50.19 | 50.71     | 599    |       | 6310  |

### 1500 metros
A prova teve início dia 11 de junho às 16:45.
| Posição | Atleta              | Nacionalidade | Tempo   | Pontos | Notas |
| ------- | ------------------- | ------------- | ------- | ------ | ----- |
| 1       | Gilbert Koech       | Quênia        | 4:31.20 | 737    |       |
| 2       | Edwin Too           | Quênia        | 4:36.73 | 701    |       |
| 3       | Larbi Bouraada      | Argélia       | 4:47.52 | 634    |       |
| 4       | Jesse Perez         | África do Sul | 4:49.14 | 624    |       |
| 5       | Friedrich Pretorius | África do Sul | 4:58.92 | 566    |       |

## Resultado final
| Pos.              | Atleta              | Nacionalidade | 100 m  | SD    | AP    | SA   | 400 m | 110 m  | AD    | SV   | LD    | 1500 m  | Total | Notas |
| ----------------- | ------------------- | ------------- | ------ | ----- | ----- | ---- | ----- | ------ | ----- | ---- | ----- | ------- | ----- | ----- |
| Medalha de ouro   | Larbi Bourrada      | Argélia       | 10.98v | 7.38v | 13.14 | 1.93 | 49.61 | 14.43v | 40.22 | 4.80 | 56.48 | 4:47.52 | 7776  |       |
| Medalha de prata  | Friedrich Pretorius | África do Sul | 11.08v | 7.30v | 13.72 | 1.93 | 52.50 | 14.71v | 40.93 | 4.60 | 57.26 | 4:58.92 | 7504  |       |
| Medalha de bronze | Jesse Perez         | África do Sul | 10.77v | 7.36v | 12.65 | 1.87 | 50.00 | 15.70v | 37.11 | 4.60 | 54.08 | 4:49.14 | 7396  |       |
| 4                 | Edwin Too           | Quênia        | 10.88v | 7.44v | 8.62  | 1.93 | 50.58 | 15.44v | 34.72 | 4.00 | 50.71 | 4:36.73 | 7011  |       |
| 5                 | Gilbert Koech       | Quênia        | 11.38v | 6.49v | 13.31 | 1.78 | 51.05 | 15.79v | 37.27 | 3.40 | 59.24 | 4:31.20 | 6822  |       |
| 6                 | Marcell de Jager    | África do Sul | 11.15v | 7.13  | 14.62 | 1.84 | 54.30 | DNS    | –     | –    | –     | –       | DNF   |       |
| 7                 | Samuel Osadolor     | Nigéria       | 10.57v | 6.62  | 10.34 | 1.78 | DNS   | –      | –     | –    | –     | –       | DNF   |       |

Legenda
| Recorde mundial       | Recorde mundial (World record)               |                       | Recorde africano                      | Recorde africano (African) |                                           | Q | Classificado por posição (Qualified) |
| Recorde do campeonato | Recorde do campeonato (Championship record)  | Recorde da América    | Recorde da América (Americas)         | q                          | Classificado por melhor tempo (Qualified) |   |                                      |
| Melhor marca do ano   | Melhor marca do ano (World leading)          | Recorde asiático      | Recorde asiático (Asian)              | DNS                        | Não largou (Did not start)                |   |                                      |
| Recorde nacional      | Recorde nacional (National record)           | Recorde europeu       | Recorde europeu (European)            | DNF                        | Não terminou (Did not finish)             |   |                                      |
| Recorde pessoal       | Recorde pessoal do atleta (Personal best)    | Recorde da Oceania    | Recorde da Oceania (Oceania)          | DSQ / DQ                   | Desclassificado (Disqualified)            |   |                                      |
| Recorde da temporada  | Recorde da temporada do atleta (Season best) | Recorde sul-americano | Recorde sul-americano (South America) | NM                         | Sem marca (No mark)                       |   |                                      |